# Washburn (Maine)
Washburn ist eine Town im Aroostook County des Bundesstaates Maine in den Vereinigten Staaten. Im Jahr 2020 lebten dort 1527 Einwohner in 728 Haushalten auf einer Fläche von 90,5 km².

## Geografie
Nach Angaben des United States Census Bureau hat die Town eine Fläche von 105,7 km²; 103,9 km² davon entfallen auf Land und 1,8 km² auf Gewässer.

### Geografische Lage
Washburn liegt im nordöstlichen Teil des Aroostook County. Der Aroostook River fließt durch den Südlichen Teil des Gebiets und im Nordosten liegt der Caribou Lake und im Norden die kleineren Seen Plissey Lake und Churchill Lake. Die Oberfläche der Town ist eben, ohne nennenswerte Erhebungen.

### Nachbargemeinden
Alle Entfernungen sind als Luftlinien zwischen den offiziellen Koordinaten der Orte aus der Volkszählung 2010 angegeben.
- Norden: Woodland, 4,0 km
- Nordosten: Caribou, 19,4 km
- Südosten: Presque Isle, 13,7 km
- Süden: Mapleton, 3,7 km
- Südwesten: Castle Hill, 13,6 km
- Westen: Wade, 15,5 km
- Nordwesten: Perham, 12,5 km

### Stadtgliederung
In Washburn gibt es mehrere Siedlungsgebiete: Adaline, Bugbee, Crouseville, Jacobs, Shaw (Eisenbahnstation), Wade Road (ehemalige Eisenbahnstation) und Washburn.

### Klima
Die mittlere Durchschnittstemperatur in Washburn liegt zwischen −12,2 °C (10° Fahrenheit) im Januar und 18,3 °C (65° Fahrenheit) im Juli. Damit ist der Ort gegenüber dem langjährigen Mittel der USA um etwa 10 Grad kühler. Die Schneefälle zwischen Oktober und Mai liegen mit über fünfeinhalb Metern knapp doppelt so hoch wie die mittlere Schneehöhe in den USA, die tägliche Sonnenscheindauer liegt am unteren Rand des Wertespektrums der USA.

## Geschichte
Im Jahr 1841 wurde das Gebiet zuerst als Salmon Brook Plantation organisiert. Die ursprüngliche Bezeichnung war Township No. 13, Third Range West of the Easterly Line of the State (T13 R3 WELS). Zur Town wurde Washburn am 25. Februar 1861. Benannt wurde die Town nach dem Gouverneur von Maine Israel Washburn. Wesentlich für die Entwicklung des Gebietes war Arthur R. Gould, der die Aroostook Valley Railroad gründete und 1910 auch Washburn an das Netz der Eisenbahn anschloss. Auf dem Gebiet der Town gibt es mehrere Villages: Adaline, Bugbee, Crouseville, Jacobs, Shaw eine Eisenbahn Station, Wade Road eine frühere Eisenbahnstation und Washburn. Über den Aroostook River führt die Aroostook River Bridge, eine Stahlbrücke.

### Einwohnerentwicklung
| Volkszählungsergebnisse – Town of Washburn, Maine | Volkszählungsergebnisse – Town of Washburn, Maine | Volkszählungsergebnisse – Town of Washburn, Maine | Volkszählungsergebnisse – Town of Washburn, Maine | Volkszählungsergebnisse – Town of Washburn, Maine | Volkszählungsergebnisse – Town of Washburn, Maine | Volkszählungsergebnisse – Town of Washburn, Maine | Volkszählungsergebnisse – Town of Washburn, Maine | Volkszählungsergebnisse – Town of Washburn, Maine | Volkszählungsergebnisse – Town of Washburn, Maine | Volkszählungsergebnisse – Town of Washburn, Maine |
| Jahr                                              | 1800                                              | 1810                                              | 1820                                              | 1830                                              | 1840                                              | 1850                                              | 1860                                              | 1870                                              | 1880                                              | 1890                                              |
| ------------------------------------------------- | ------------------------------------------------- | ------------------------------------------------- | ------------------------------------------------- | ------------------------------------------------- | ------------------------------------------------- | ------------------------------------------------- | ------------------------------------------------- | ------------------------------------------------- | ------------------------------------------------- | ------------------------------------------------- |
| Einwohner                                         |                                                   |                                                   |                                                   |                                                   |                                                   |                                                   | 318                                               | 449                                               | 809                                               | 1097                                              |
| Jahr                                              | 1900                                              | 1910                                              | 1920                                              | 1930                                              | 1940                                              | 1950                                              | 1960                                              | 1970                                              | 1980                                              | 1990                                              |
| Einwohner                                         | 1225                                              | 1582                                              | 1870                                              | 1974                                              | 1805                                              | 1913                                              | 2083                                              | 1914                                              | 2028                                              | 1880                                              |
| Jahr                                              | 2000                                              | 2010                                              | 2020                                              | 2030                                              | 2040                                              | 2050                                              | 2060                                              | 2070                                              | 2080                                              | 2090                                              |
| Einwohner                                         | 1627                                              | 1687                                              | 1527                                              |                                                   |                                                   |                                                   |                                                   |                                                   |                                                   |                                                   |

## Kultur und Sehenswürdigkeiten

### Bauwerke
Auf dem Gebiet der Town befindet sich das Benjamin C. Wilder House. Es wurde im Jahr 1852 gebaut und im Jahr 1987 unter der Register-Nr. 87000946 unter Denkmalschutz gestellt und ins National Register of Historic Places aufgenommen.

## Wirtschaft und Infrastruktur

### Verkehr
Durch die Town führt die Maine State Route 164 und verbindet Washburn mit Caribou. Mehrere Bahnstrecken führen durch Washburn, die Squa Pan–Stockholm, die Presque Isle–West Caribou und die inzwischen stillgelegten Bahnstrecken Carson–Sweden und Washburn–Perham Road.

### Öffentliche Einrichtungen
An der Maine Street in Washburn liegt die Washburn Memorial Library.
Das nächstgelegene Krankenhaus für die Bewohner von Washburn befindet sich in Caribou.

### Bildung
Washburn gehört mit Perham und Wade zur MSAD 45.
Den Schulkindern stehen im Schulbezirk folgende Schulen zur Verfügung:
- David J Lyon Washburn District Elementary School in Washburn
- Washburn District High School